# Hugo Zöller
Pour les articles homonymes, voir Zoller.
Hugo Zöller (12 janvier 1852 - 9 janvier 1933) est un explorateur et journaliste allemand. Son frère Egon Zöller, était un auteur ami de Karl Pearson.

## Biographie
Hugo est né près de Schleiden dans la province de Rhénanie. Il étudie le droit puis de 1872 à 1874 il fait un voyage dans les pays de la mer Méditerranée. En 1874 il est engagé comme journaliste par le Kölnische Zeitung (de).
En 1879 Zöller commence un tour du monde dont il tire un livre en deux volumes Rund um die Erde. En 1881 et 1882 il explore l'Amérique de Sud qu'il raconte dans Die Deutschen im brasilianischen Urwald en 1883 et Pampas und Anden (1884).
À la fin de 1882 il est correspondant de guerre en Égypte. En 1883 il explore les territoires de l'Ouest africain. Il commence par le Togoland, puis le Cameroun où il réussit l'ascension du mont Cameroun avec Étienne de Szolc-Rogoziński. Il y tombe malade et doit retourner en Allemagne.
En 1888 il est le premier Européen à pénétrer l'intérieur de la Nouvelle-Guinée et y découvre le mont Wilhelm.
Il décède à Munich.